# Zonsverduistering van 26 december 2057

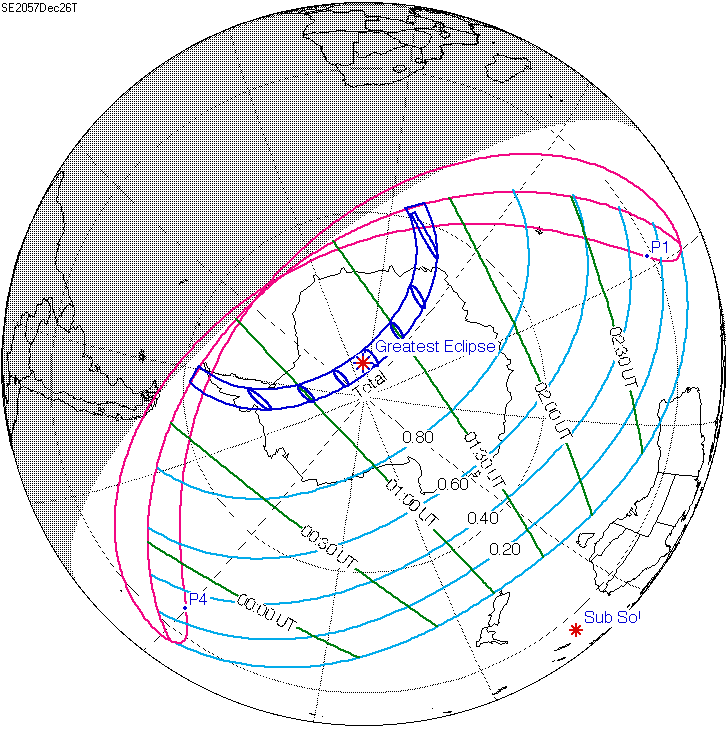
De zonsverduistering is te zien tussen de blauwe lijnen.

De totale zonsverduistering van 26 december 2057 trekt veel over zee en is op land alleen te zien op Antarctica.

## Lengte

### Maximum
Het punt met maximale totaliteit ligt op Antarctica op coördinatenpunt 84.8574° Zuid / 21.8506° Oost en duurt 1m49,9s.

### Limieten
| Fenomeen                    | Code | Tijdstip UTC  |
| --------------------------- | ---- | ------------- |
| Eerste contact bijschaduw   | P1   | 23:07:18.9 UT |
| Eerste contact kernschaduw  | U1   | 00:36:03.5 UT |
| Kernschaduw compleet vanaf  | U2   | 00:40:47.9 UT |
| Bijschaduw compleet vanaf   | P2   | Niet          |
| Maximum eclips              | GE   | 01:12:36.7 UT |
| Bijschaduw compleet t/m     | P3   | Niet          |
| Kernschaduw compleet t/m    | U3   | 01:44:20.9 UT |
| Laatste contact kernschaduw | U4   | 01:49:06.1 UT |
| Laatste contact bijschaduw  | P4   | 03:17:51.1 UT |